# NGC 2133
NGC 2133 je otvoreni skup u zviježđu Stolu. 

## Vanjske poveznice
- SEDS: NGC 2133